# Kansas City Kings 1979-1980
La stagione 1979-80 dei Kansas City Kings fu la 31ª nella NBA per la franchigia.
I Kansas City Kings arrivarono secondi nella Midwest Division con un record di 47-35. Nei play-off persero al primo turno con i Phoenix Suns (2-1).

## Roster
| N° | Naz.                   | Ruolo | Sportivo       | Anno | Alt. | Peso |
| -- | ---------------------- | ----- | -------------- | ---- | ---- | ---- |
| 1  | Stati Uniti (bandiera) | G     | Phil Ford      | 1956 | 188  | 79   |
| 4  | Stati Uniti (bandiera) | G     | Marlon Redmond | 1955 | 198  | 85   |
| 10 | Stati Uniti (bandiera) | G     | Otis Birdsong  | 1955 | 191  | 86   |
| 12 | Stati Uniti (bandiera) | G     | Terry Crosby   | 1957 | 193  | 88   |
| 15 | Stati Uniti (bandiera) | GA    | Scott Wedman   | 1952 | 201  | 98   |
| 16 | Stati Uniti (bandiera) | C     | Tommy Burleson | 1952 | 218  | 102  |
| 20 | Stati Uniti (bandiera) | GA    | Ernie Grunfeld | 1955 | 198  | 95   |
| 22 | Stati Uniti (bandiera) | GA    | Gus Gerard     | 1953 | 203  | 91   |
| 23 | Stati Uniti (bandiera) | AC    | Mike Green     | 1951 | 208  | 91   |
| 25 | Stati Uniti (bandiera) | G     | Billy McKinney | 1955 | 183  | 73   |
| 41 | Stati Uniti (bandiera) | AC    | Len Elmore     | 1952 | 206  | 100  |
| 44 | Stati Uniti (bandiera) | C     | Sam Lacey      | 1948 | 208  | 107  |
| 51 | Stati Uniti (bandiera) | A     | Reggie King    | 1957 | 198  | 102  |
| 52 | Stati Uniti (bandiera) | A     | Bill Robinzine | 1953 | 201  | 104  |

## Staff tecnico
- Allenatore: Cotton Fitzsimmons
- Vice-allenatori: Frank Hamblen, Gary Fitzsimmons
- Preparatore atletico: Bill Jones